# Annika Meissner
Annika Meissner (geboren 1987) ist eine deutsche Leichtathletin und Behindertensportlerin. Sie war Mitglied der deutschen Delegation bei den Special Olympics World Summer Games 2023 in Berlin. Meissner errang dort die erste Medaille für das deutsche Team, eine Silbermedaille im 5000-Meter-Lauf.

## Leben und Karriere
Meissner lebt in Hessen. Sie arbeitet in den Hinterländer Werkstätten (Lebenshilfewerk Marburg-Biedenkopf) in Dautphetal im Hauswirtschaftsbereich in der Tagesförderstätte.
2017 nahm sie erstmals an einem Leichtathletikwettbewerb teil, dem Lauf um den Perfstausee. Von 207 Teilnehmenden waren 27 in der Special Olympics Wertung. Meissner lief die 2500 Meter in 18:20,0 min.
Bei den Special Olympics Deutschland Sommerspielen 2022 qualifizierte sie sich mit einer Silbermedaille im 5000-Meter-Lauf, einer Bronzemedaille im 400-Meter-Lauf und einem vierten Platz im 400-Meter-Staffellauf für die Teilnahme an den Special Olympics World Summer Games 2023 in Berlin.
Dort war sie Mitglied des Teams Special Olympics Deutschland. Über 5000 Meter in der Klasse Level A kam sie im Hanns-Braun-Stadion im Olympiapark mit 27:28,97 min als Zweite ins Ziel und sicherte sich mit ihrer persönlichen Bestleistung die Silbermedaille. Es war die erste Medaille des deutschen Teams während der Spiele. Im Lauf über 1500 Meter in Level C Klasse F 02 belegte Meissner im Halbfinale den vierten Platz, in F-Final Plus H 2 der Damen in Level C den fünften.
In der Staffel über 4 × 400 Meter erwarb das Team Deutschland 3 die Silbermedaille in der Klasse F-Final Plus. Teammitglieder waren Annika Meissner, Leonie Freyer, Judith Speer und Anne-Katrin Schache, die erreichte Zeit 6:33,58 min.